# Jörg Fritzsche
Jörg Fritzsche (* 1963 in Remscheid) ist ein deutscher Jurist und Hochschullehrer an der Universität Regensburg.

## Leben
Fritzsche studierte von 1982 bis 1987 Rechtswissenschaften an den Universitäten Köln und Augsburg. In Augsburg legte er 1987 sein Erstes Juristisches Staatsexamen ab. Während seines Referendariats in München arbeitete er parallel am Augsburger Lehrstuhl von Helmut Köhler als wissenschaftliche Hilfskraft. Nach seinem Zweiten Staatsexamen 1990 in München und einer kurzzeitigen Tätigkeit als freier Mitarbeiter in einer Augsburger Rechtsanwaltskanzlei arbeitete er als wissenschaftlicher Assistent bei Köhler an dessen Lehrstuhl. 1991 promovierte er dort zum Dr. jur. Diese Arbeit wurde im folgenden Jahr mit dem Universitätspreis der Universität Augsburg ausgezeichnet. Seine Habilitation schloss er 1997 ab, womit ihm von der Universität Augsburg die venia legendi für die Fächer Bürgerliches Recht, Handelsrecht, Deutsches und Europäisches Wirtschaftsrecht sowie Zivilprozessrecht verliehen wurde.
Im Sommersemester 1997 vertrat er einen Lehrstuhl an der Universität Leipzig. Ab dem folgenden Semester vertrat er den Lehrstuhl für Wirtschafts- und Europarecht an der Universität Halle-Wittenberg, den er später regulär erhielt. Von Juli 2000 bis zu seinem Wechsel war er geschäftsführender Direktor des Instituts für Wirtschaftsrecht in Halle. Zum Wintersemester 2001/02 wechselte er auf den Lehrstuhl für Bürgerliches Recht, Handels- und Wirtschaftsrecht an der Universität Regensburg, den er seitdem innehat. Von 2013 bis 2015 war er Prodekan der dortigen rechtswissenschaftlichen Fakultät.
Seine Forschungsschwerpunkte liegen insbesondere im Recht des unlauteren Wettbewerbs und der Wettbewerbsbeschränkungen, dem Vertragsrecht einschließlich e-commerce sowie dem IT-Recht.
Fritzsche ist verheiratet und Vater zweier Kinder.

## Werke (Auswahl) und Herausgeberschaften
- Die Auslegung des § 1 GWB und die Behandlung der Einkaufsgemeinschaften im Kartellrecht. Carl Heymanns Verlag, Köln 1993, ISBN 978-3-452-22501-6. (Dissertation)
- Unterlassungsanspruch und Unterlassungsklage. Springer, Berlin 2000, ISBN 978-3-540-67143-5. (Habilitationsschrift)
- Fälle zum Schuldrecht I - Vertragliche Schuldverhältnisse. 6. Auflage. C.H. Beck, München 2014, ISBN 978-3-406-66741-1.
- Fälle zum Schuldrecht II - Gesetzliche Schuldverhältnisse. 5. Auflage. C.H. Beck, München 2019, ISBN 978-3-406-72549-4.
- Fälle zum BGB Allgemeiner Teil. 6. Auflage. C.H. Beck, München 2016, ISBN 978-3-406-69465-3.